# Opération Épaulard
L'opération Épaulard est  une opération militaire française qui a eu lieu à Beyrouth, au Liban, le 21 août 1982, pendant l'invasion israélienne du Liban de 1982. 
La 1ère compagnie du 2e régiment étranger de parachutistes, qui faisait alors partie de la Force multinationale au Liban (composée de troupes américaines, italiennes et britanniques), est intervenue au cours du conflit libanais afin de protéger les biens et les civils français et permettre l'évacuation des Palestiniens.

## Voir également
- 31e brigade (France)
- Liste des unités de parachutistes français